# Монро, Джессика
Джессика Монро (англ. Jessica Monroe; род. 31 мая 1966, Пало-Алто, Калифорния), в замужестве Гонен (фр. Gonin) — канадская гребчиха, выступавшая за сборную Канады по академической гребле в 1990-х годах. Двукратная олимпийская чемпионка, дважды чемпионка мира, победительница и призёрка многих регат национального значения.

## Биография
Джессика Монро родилась 31 мая 1966 года в городе Пало-Алто штата Калифорния, США. Впоследствии постоянно проживала в Канаде.
Начала заниматься академической греблей сравнительно поздно, когда ей было уже больше 20 лет. Проходила подготовку в Бернаби в местном гребном клубе Burnaby Lake Rowing Club. Через год после старта тренировок обратила на себя внимание специалистов и в 1989 году впервые вошла в состав канадской национальной сборной.
Первого серьёзного успеха на взрослом международном уровне добилась в сезоне 1991 года, когда на чемпионате мира в Вене победила сразу в двух распашных дисциплинах: в безрульных четвёрках и в рулевых восьмёрках. При этом в обоих случаях установила мировые рекорды.
Благодаря череде удачных выступлений удостоилась права защищать честь страны на летних Олимпийских играх 1992 года в Барселоне. Здесь так же стартовала в безрульных четвёрках и рулевых восьмёрках — в обeих дисциплинах обошла всех своих соперниц, завоевав тем самым две золотые медали.
После барселонской Олимпиады Монро осталась в гребной команде Канады на ещё один олимпийский цикл и продолжила принимать участие в крупнейших международных регатах. Так, в 1995 году она выступила на мировом первенстве в Тампере, где в программе восьмёрок заняла итоговое шестое место.
Находясь в числе лидеров канадской национальной сборной, благополучно прошла отбор на Олимпийские игры 1996 года в Атланте. На сей раз стартовала исключительно в восьмёрках — в финале со своей командой пришла к финишу второй, уступив только экипажу из Румынии, и таким образом добавила в послужной список серебряную олимпийскую медаль.
Впоследствии вышла замуж и на дальнейших соревнованиях выступала под фамилией мужа Гонен. В частности, в 1997 году в восьмёрках выиграла серебряную медаль на чемпионате мира в Эгбелете, где в финале вновь пропустила вперёд румынских спортсменок.
За выдающиеся спортивные достижения была введена в спортивные Залы славы Британской Колумбии (1994) и Большой Виктории (2009). С 2013 года — член Канадского спортивного зала славы.